# Автошлях Т 0443
Автошля́х Т 0443 — автомобільний шлях територіального значення у Дніпропетровській області. Пролягає територією Широківського та Апостолівського районів від Т 0447 через Сергіївку до Н23. Загальна довжина — 38,6 км.

## Маршрут
Автошлях проходить через такі населені пункти:
| Автошлях Т 0443          |        |
| Дніпропетровська область |        |
| Широківський район       |        |
|                          | Т 0447 |
| Благодатне               |        |
| Григорівка               |        |
| Оленівка                 |        |
| Запоріжжя                |        |
| Дачне                    |        |
| Апостолівський район     |        |
| Сергіївка                |        |
| Володимирівка            |        |
| Шевченко                 |        |
|                          | Н23    |